# Presidente do Conselho de Ministros
Presidente do Conselho de Ministros é um título utilizado pelo chefe de governo de países como Itália, Polônia, Portugal (durante o Reino de Portugal e o Estado Novo português), Brasil (durante o Império do Brasil, entre 1847 e 1889, e durante a fase parlamentarista da Quarta República Brasileira, entre 1961 e 1963), França (durante as Terceira e Quarta repúblicas francesas), Espanha (durante a Segunda República Espanhola) e Luxemburgo (1848-1857).
Estes chefes de governo são chamados também de Premier ou Primeiro-Ministro.